# Швертбот

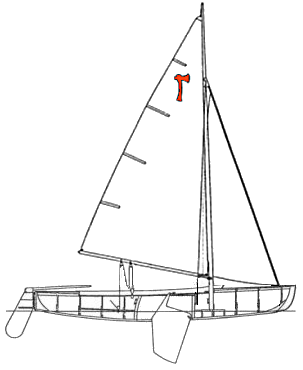
Швербот

Швертбот (нім. Schwertboot — «човен з швертом», англ. dinghy) — тип конструкції вітрильного човна, характеризується наявністю шверта й відсутністю баластного фальшкіля. Шверт являє собою велику заглиблені площину, нерідко вибирається, і призначений для збільшення бічного опору судна і підвищення його остійності. Використовується в першу чергу на швидкісних або маломірних суднах, коли неможливе використання кіля.
Також традиційно не називають швертботами багатокорпусні судна, хоча за формальними ознаками вони ними є.

## Остійність швертбота, відкренювання

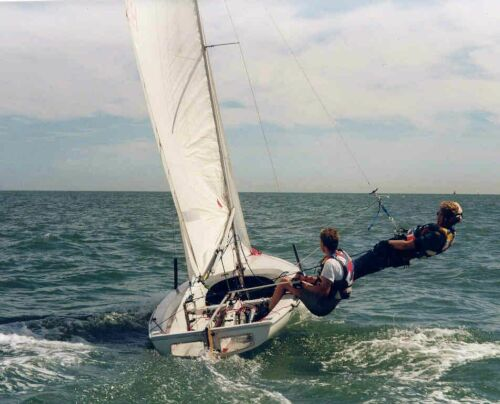
Відкренювання

Так як швертбот не має баластного фальшкіля, то його остійність (здатність протистояти перекиданню) забезпечується більшою, ніж у кільових яхт шириною корпусу (остійність форми), внутрішнім баластом і відкренюванням. Внутрішній баласт використовується нечасто, швидше як допоміжний захід, тому що без фальшкіля його не можна розташувати досить низько. У випадках, коли необхідно поєднати малу осадку швертбота і остійність кільової яхти, використовують конструкцію «компроміс» з невеликим фальшкілем, з якого висувається шверт.
У більшості випадків для забезпечення остійності швертбота доводиться вдаватися до відкренювання. Відкренювання полягає в розміщенні членів екіпажу швертбота на навітряному борті. При зміні галса екіпаж пересідає на інший борт.
Так як швертботи в основному є легкими суднами, вага екіпажу становить значну частку в їх водотоннажності, тому відкренювання є дуже ефективним заходом проти перекидання. У рівних погодних умовах правильно відкренений швертбот може мати менший крен, ніж кільова яхта великих розмірів. Однак до відкренювання вдаються в тому числі і на великих спортивних яхтах. Більш того, на них, крім переміщення екіпажу, з борту на борт переносять важкі елементи спорядження.

### Способи відкренювання
Можна виділити три способи відкренювання, що розрізняються силою протидії крену. У найпростішому випадку екіпаж вмощується на навітряному борті, розміщуючись на палубі або на банках (сидіннях).
Для більшій протидії крену члени екіпажу (іноді за винятком рульового), сидячи на навітряному борті, відкидаються корпусом за борт, зачепившись ногами за спеціальні ремені для відкренювання.
Найбільший ступінь протидії крену забезпечує використання летючої трапеції: один або двоє членів екіпажу повністю вивішуються за навітряний борт, утримуючись за допомогою спеціальної підвіски за снасть, простягнуту до топу щогли.

## Класифікація швертботів
За призначенням швертботи поділяються на спортивні, прогулянкові й туристичні.
По конструкції швертботи поділяються на відкриті (що не мають каюти) і крейсерські (із закритою каютою, обладнаною спальними місцями). Як правило, спортивні та прогулянкові швертботи — відкриті, а туристичні — крейсерські.
Для зрівняння шансів у спортивній боротьбі швертботи, які беруть участь у змаганнях, підпорядковуються правилам одного з класів яхт. Правила спортивних класів можуть накладати обмеження як на окремі параметри яхти, наприклад довжину або площу вітрил, так і вимагати повної відповідності певному проекту. В останньому випадку клас називається класом яхт-монотипів.
Змагання яхт-монотипів найбільш спортивні, адже з найбільшою мірою виявляють майстерність гонщиків. Найбільш відомі монотипні класи швертботів «Фінн», «Летючий голандець», 470, 49er, «Лазер», на яких проводилися змагання Олімпійських ігор.